# Jorben Claessens
Jorben Claessens (10 augustus 2004) is een Belgisch basketballer.

## Carrière
Claessens speelde in de jeugd van BC Mere, BC Lede en Okapi Aalst. Bij Aalst maakte hij zijn debuut in de eerste ploeg in het seizoen 2022/23. Hij speelde de meeste wedstrijden voor de tweede ploeg. In het seizoen 2023/24 speelde hij nog enkel voor de tweede ploeg om meer te focussen op zijn studies. Hij maakte in de zomer van 2024 de overstap naar Amon Jeugd Gentson.